# Jacob Alfred List
Jacob Alfred List, eigentlich Joël Abraham List (geboren 15. April 1780 in Schwersenz; gestorben 30. November 1848 in Berlin), war ein Buchhändler und Verleger in Berlin.

## Leben
Joël Abraham List lebte spätestens seit 1819 als Hauslehrer in Berlin. 1825 gründete er eine jüdische Schule mit Pensionat.
Seit 1827 führte List ein Antiquariat in seinem Haus in der Königsstraße 30. Am 15. November 1828 gründete er dort die Buchhandlung J. A. List mit einem dazugehörigen Verlag. Dort verlegte er Werke von Jean Paul, Walter Scott und weiteren Autoren. Seit 1835 führte er diesen mit Carl J. Kleemann als List & Kleemann. 1839 zog List sich daraus zurück und führte seine Buchhandlung weiter bis 1845.
1848 starb er.

## Ehe und Nachkommen
Joël Abraham List war seit 1821 mit Johanna Joël (Meyer) aus Hannover verheiratet. Sie hatten mehrere Söhne:
- Felix List (1824–1892), Antiquar in Leipzig
- Julius List (1825–1894), Seidenwarenfabrikant in Berlin
- Friedrich Jacob Alfred List (1829–1882), Kommerzienrat, Bankier in Leipzig
  - Felix List (1868–1931), Kaufmann in Hamburg
    - Herbert List (1903–1975), Fotograf

  - Paul List (1869–1929), Verleger in Leipzig

Lists Tochter Dorothea heiratete den Kaufmann Meyer Marwitz aus Angermünde; einer ihrer Söhne war der Rechtsanwalt Bruno Marwitz.